# Unaussprechlichen Kulten
Unaussprechlichen Kulten (litt. « Des cultes innommables ») est un livre fictif mentionné de manière récurrente dans les romans du cycle de Cthulhu. Il apparaît d'abord sous le titre Nameless Cults dans deux nouvelles de l'écrivain américain de fantasy Robert E. Howard, « Les Enfants de la nuit » (The Children of the Night, 1931) et « La Pierre noire » (The Black Stone, 1931). Tout comme le Necronomicon, il revient ensuite dans plusieurs nouvelles de H. P. Lovecraft.

## Un titre
Par ce titre allemand, Lovecraft fait allusion aux nouvelles de son ami tout en cherchant à rendre vraisemblable l’existence du livre, attribué à un auteur précisément germanophone : l'ésotériste Friedrich-Wilhelm von Junzt (1795-1840). La traduction en allemand (fautive puisque, sans préposition, il faudrait écrire Unaussprechliche Kulte) serait l’œuvre d’August Derleth.

## Place dans le cycle de Cthulhu
Lovecraft évoque ce livre maudit dans La Maison de la sorcière (1933), Celui qui hantait les ténèbres (1936), Dans l'abîme du temps (1936) et Le Monstre sur le seuil (1936).
La première édition en allemand, celle de Düsseldorf (citée comme « le livre noir »), remonterait à 1839 : elle se présente comme un gros livre à couverture en cuir avec nerfs en fer. Elle est devenue presque introuvable car ses détenteurs s’en sont pour la plupart débarrassés à l’annonce de la folie suicidaire de von Junzt ; toutefois la bibliothèque de l’université Miskatonic en conserve un exemplaire dans un coffre fermé à clef. La traduction anglaise aurait été éditée par Bridewall à Londres en 1845, mais elle contient plusieurs fautes d’impression et des maladresses de traduction. L’édition new-yorkaise de Golden Goblin Press (1909) est une version expurgée, imprimée à faible tirage à cause de son coût de fabrication élevé.
L’ouvrage contient des informations et des strophes hiéroglyphiques sur le culte d’entités pré-humaines comme Shub-Niggurath, et son prêtre T'yog l’hérétique ; mais il traite aussi de cultes plus récents, comme celui de Bran, l'Homme Noir. L’obscurité du livre tient à l'usage que fait von Junzt de certaines périphrases à propos d’objets ou de lieux « qui reviennent souvent sous sa plume, sur différents sujets » comme la Pierre noire ou le Temple du crapaud au Honduras (associé au culte de Tsathoggua).

## Dans la culture populaire
Dans la nouvelle La Forteresse noire de F. Paul-Wilson, le capitaine Klaus Wœrmann est saisi d'un malaise après avoir lu un passage de Unaussprechlichen Kulten ; mais cette expérience n'a pas les effets désastreux assignés ailleurs à la lecture du Necronomicon.
Dans le roman Triumff: Her Majesty's Hero de Dan Abnett, le héros est confronté à une page de Unaussprechlichen Kulten pour vérifier qu'il a effectivement étudié la goétie : sa lecture suscite en effet « une nausée instinctive » chez ceux qui n'ont jamais pratiqué l'invocation.
Von Unaussprechlichen Kulten est un titre du groupe de death metal Nile tiré de leur album Annihilation of the Wicked (2005).
Unaussprechlichen Kulten apparaît également dans la scénographie du jeu vidéo Alone in the Dark (1992).
L'Unaussprechlichen Kulten est cité aussi dans le jeu Wolfenstein - The Old Blood (2015), au côté du Necronomicon, au sein de la description de la bibliothèque du château Wolfenstein.